# Kruistocht naar Managua
Kruistocht naar Managua is een spionageroman van auteur Gérard de Villiers en is het 53e deel uit de S.A.S.-reeks met als protagonist de Oostenrijkse prins en freelance CIA-agent Malko Linge.

De ligging van Nicaragua in het Midden-Amerika.

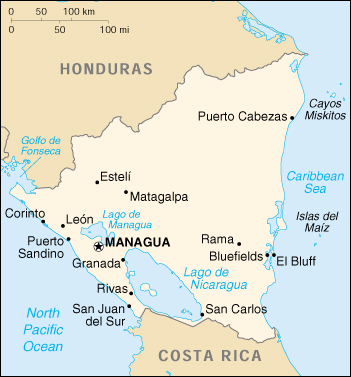
Overzichtskaart van Nicaragua.

## Het verhaal
Nicaragua is een land waar revoluties net zo vaak voorkomen als aardbevingen. De Verenigde Staten steunt de zittende president - van oudsher een lid van de familie Somoza en een familie die door-en-door corrupt is - enkel om tevoorkomen dat het linkse, revolutionaire Sandinistisch Nationaal Bevrijdingsfront aan het bewind komen.
De bevolking van het land heeft echter elk vertrouwen in de familie Samoza verloren en ook de politieke steun in Washington neemt af.
Brende Trent, een agente van de CIA in Nicaragua heeft de opdracht gekregen om onderzoeken wie de macht van de familie Samoza kan overnemen en Nicaragua onder Amerikaanse invloed blijft en de Sandisten buitenspel blijven. Zij is echter spoorloos verdwenen en mogelijk in handen gevallen van de Nicaraguaanse politie of mogelijk zelfs in handen van de Sandisten.
Malko wordt naar het land gezonden om zowel haar taak te volbrengen als haar levend terug te vinden.

## Personages
- Malko Linge, een Oostenrijkse prins en CIA-agent;
- Brenda Trent, een vermiste CIA-agente in Nicaragua;